# Visite (Fernsehsendung)
Visite ist ein  Ratgebermagazin des Norddeutschen Rundfunks mit dem Thema menschliche Gesundheit, das dienstags um 20:15 Uhr im NDR Fernsehen ausgestrahlt und donnerstags um 2:05 Uhr sowie freitags um 6:00 Uhr wiederholt wird.

## Sendung
Moderiert wird die Sendung von Vera Cordes sowie vertretungsweise von Susanne Kluge-Paustian. In dem Magazin sind meist ein oder mehrere Ärzte oder auch andere Fachleute zu Gast, die ein bestimmtes Gesundheitsthema aus der medizinischen Praxis erläutern. Außerdem werden Reportagen über medizinische Themen gezeigt, die in Arztpraxen und Krankenhäusern gedreht werden und Interviews mit dem medizinischen Fachpersonal einschließen. Es gibt ferner eine an die Sendung angelehnte Radiosendung Radio-Visite, die dienstags und mittwochs um 9:20 Uhr auf NDR Info übertragen wird. 

## Geschichte
Die erste Sendung wurde am 21. Januar 1971 im Deutschen Fernsehfunk (später: Fernsehen der DDR) ausgestrahlt. Die Redaktion arbeitete und produzierte im Ostseestudio Rostock. Das Magazin wurde zu dieser Zeit alle zwei Wochen ausgestrahlt. Zu DDR-Zeiten erreichte das Magazin eine Sehbeteiligung von über 20 %. Die Redaktion wurde durch einen ehrenamtlichen Ärztebeirat mit 35 Medizinern unterschiedlicher Fachbereiche unterstützt, aus dessen Reihen der Internist Rudolf Arendt auch die Moderation der Sendung übernahm. Seit 1992 wird Visite vom NDR Fernsehen produziert. Die Produktion der Sendung erfolgt seit 1998 in Hamburg.